# Мужская сборная Вьетнама по баскетболу
Мужская сборная Вьетнама по баскетболу представляет Вьетнам на международных соревнованиях. Баскетбольная ассоциация Вьетнама — член ФИБА с 1952 года. До 1976 года представляла Южный Вьетнам.
На дебютном для команды чемпионате Азии 1963 года сборная Вьетнама заняла последнее, 8-е место, проиграв все матчи. На чемпионате 1965 года сборная также стала последней, хотя и одержала первую победу на официальных турнирах. На предварительном этапе команда победила сборную Сингапура со счётом 81:67.
В 1966 году сборная Вьетнама впервые приняла участие в баскетбольном турнире Азиатских игр. Команда одержала 2 победы: в группе над Бирмой (95:82) и в игре за 9-е место над сборной Цейлона (102:88). На Азиатских играх-1970 сборная заняла 11-е место. Вьетнамцы уступили во всех матчах предварительного группового турнира, а в группе за 7-12-е места одержали единственную победу над сборной Гонконга со счётом 79:78.
В чемпионатах мира и Олимпийских играх не принимала участия ни разу.

## Результаты

### Чемпионаты Азии
- 1963 — 8-е место
- 1965 — 10-е место

### Азиатские игры
- 1966 — 9-е место
- 1970 — 11-е место